# 林園事件
林園事件發生於臺灣高雄縣林園鄉（今高雄市林園區），是一起以石油化學工業為主的林園工業區汙染所引發的糾紛事件。
1988年7月20日中油林園廠油管破裂漏油，同年8月27日，陳情人向高雄縣政府陳情表示，中國石油公司林園廠油管破裂，並因此汙染了大排溝沿岸的魚塭水道，導致魚蝦大量死亡。而後分別於1988年8月16日、11月17日召開了兩次漏油汙染水道所造成的養殖損害補償協調會議，中油在該會議中主張漏油尚不致於流至於溫水道，尚有其他工廠汙染源導致水道汙染，不應由其負責；漁民們則主張因油管破裂漏油導致魚塭不適合養殖，中油應賠償漁民所遭受之損失。最後會議結論為中油應依照漁民之請求每公頃魚塭賠償480萬元。
而在兩次補償協調會中間，爆發了「林園事件」。1988年9月20日，工業區的聯合污水處理廠在豪雨期間大量排放工業廢水，導致林園大排水溝出口旁的汕尾漁港內魚蝦大量死亡。由於當地自工業區設置以來，便存在偷排廢水等汙染問題且未有妥善處理，因此引起居民抗爭。
在20多日的抗爭活動中，居民闖入汙水廠切斷了電源，導致19家工廠暫停運作。之後在高雄縣政府、立法委員，以及經濟部的協調下，工業區各廠商決定賠償較近的汕尾地區每人8萬元新臺幣、較遠的中芸等村每人5萬，以及其他村落各1千萬基金等，總賠償金約13億元，是當時臺灣最高的公害賠償金，但同時也引起了一些質疑居民正當性的評論。
之後協議達成且工業區恢復運轉，但汙染問題本身並未徹底解決，在協議書上也沒有載明汙染的解決方案。林園事件後，當地仍陸續發生抗爭。